# ياسمين زاهر
ياسمين زاهر (مواليد 1991-) هي صحفية وكاتبة فلسطينية. فازت بجائزة ديلان توماس بجامعة سوانسي بويلز عن روايتها الأولى "العملة"، والجائزة تعد واحدة من أكبر وأعرق جائزة أدبيّة في العالم للكتّاب الشباب.

## مسيرتها
ولدت ياسمين زاهر في القدس بفلسطين في 1991. حصلت على بكالوريوس العلوم في الهندسة الطبية الحيوية من جامعة ييل وماجستير في الفنون الجميلة في الكتابة الإبداعية من المدرسة الجديدة، بناء على نصيحة كاتي كيتامورا.
وظهرت مقالاتها الصحفية في المونيتور، هاآرتس، وتايمز أوف إسرائيل. وقع الاختيار على روايتها الأولى، «العملة»، من بين الكتب «الأكثر توقعاً» لعام 2024 في مجلات ماري كلير، مس، وموقعي ليتراري هب، وفولتشر، وسياتل تايمز. وتلقت مراجعات من مراجعات كيركس وبابليشرز ويكلي. تم ترجمة الرواية إلى لغات متعددة وتم إدراجها في القائمة المختصرة لجائزة ديلان توماس.

## كتابها
رواية "العملة" هي أولى روايات زاهر، وترويها امرأة فلسطينية تعيش في نيويورك. تتضمن الموضوعات الرئيسية الموضة والرفاهية والاستهلاك، تدور أحداثها حول امرأة فلسطينية ثرية تحاول الاستقرار في نيويورك، حيث تُدرّس في مدرسة للبنين الفقراء. إلا أنها تشعر بالإختناق في أميركا، ويزداد شغفها بالنظافة والطهارة.